# وزارة عبد الرحمن البزاز الثانية
تشكلت وزارة عبد الرحمن البزاز الثانية يوم 18 نيسان 1966 بتكليف من الرئيس الجديد عبد الرحمن عارف.
في يوم 13 نيسان 1966، توفي الرئيس السابق عبد السلام عارف بحادث سقوط طائرة كانت تقله في محافظة البصرة، وتوفي معه وزير الداخلية عبد اللطيف الدراجي ووزير الصناعة مصطفى عبد الله طه، فاستلم عبد الرحمن البزاز السلطة حسب الدستور لحين تعيين رئيس جديد. اختير عبد الرحمن عارف رئيسا وكلف عبد الرحمن البزاز بتشكيل وزارته الثانية بعد وزارته الأولى.

## تشكيلة الوزارة
كانت تشكيلة الوزارة كما يلي:
- رئيس الوزراء: عبد الرحمن البزاز، ووزير الداخلية
- وزير المالية: شكري صالح زكي، ووزير النفط بالوكالة
- وزير الخارجية: عدنان الباجه جي
- وزير الدفاع: شاكر محمود شكري
- وزير العدل: كاظم الرواف
- وزير التربية: خضر عبد الغفور، ووزير الأوقاف بالوكالة
- وزير العمل والشؤون الاجتماعية: محمد إبراهيم جاسم العبطة
- وزير الصحة: عبد اللطيف البدري
- وزير الثقافة والإرشاد: محمد ناصر العثمان
- وزير الشؤون البلدية والقروية: إسماعيل مصطفى
- وزير البلديات والأشغال: حسن ثامر
- وزيرا الإصلاح الزراعي: محمود حسن جمعة، ووزير الزراعة وكالة
- وزير الاقتصاد: عبد الحميد الهلالي
- وزير الصناعة: صادق عبد الهادي جلال
- وزير المواصلات: أحمد عدنان حافظ
- وزير التخطيط: سلمان عبد الرزاق الأسود
- وزير الوحدة: عبد الرزاق محيي الدين
- وزير الدولة: سلمان الصفواني
- وزير الدولة: فارس ناصر الحسن

حافظت هذه الوزارة على أغلب التشكيلة في الحكومة السابقة.
استقالت الوزارة يوم 6 آب 1966، نتيجة ضغوط تعرضت لها بعد بمحاولة الانقلاب الفاشلة التي قادها عارف عبد الرزاق يوم 30 حزيران 1966.